# Morcourt (Somme)
Morcourt település Franciaországban, Somme megyében. Lakosainak száma 330 fő (2022. január 1.). Morcourt Bayonvillers, Cerisy, Chipilly, Harbonnières, Proyart és Étinehem-Méricourt községekkel határos.

## Népesség
A település népességének változása:
| Lakosok száma | 284  | 287  | 303  | 312  | 325  | 327  | 328  | 332  | 330  |
|               | 2013 | 2015 | 2016 | 2017 | 2018 | 2019 | 2020 | 2021 | 2022 |